# Verhnea Duvanka, Svatove
Verhnea Duvanka (în ucraineană Верхня Дуванка) este localitatea de reședință a comunei Verhnea Duvanka din raionul Svatove, regiunea Luhansk, Ucraina.

## Demografie
Componența lingvistică a localității Verhnea Duvanka
     Ucraineană (95,74%)
     Rusă (3,72%)
     Alte limbi (0,53%)
Conform recensământului din 2001, majoritatea populației localității Verhnea Duvanka era vorbitoare de ucraineană (95,74%), existând în minoritate și vorbitori de rusă (3,72%).